# 天使の唄
『天使の唄』（てんしのうた）は、牧村久実による日本の漫画作品。
『Kiss増刊 デザート』（講談社）1997年第3号にプロローグとなる読切「雪の声」が掲載。同誌1997年第5号から2001年7月号まで連載された。単行本は全9巻。

## あらすじ
主人公・館林 繭がバンド活動と恋を頑張る話。

## 主な登場人物
館林 繭（たてばやし まゆ）
主人公。普通の高校生だったが、天性の歌声により「DESSERT(デザート)」のギタリストの夏目櫂吾に誘いを受け、同バンドのボーカルとして活動することとなる。倉敷侑也の大のファンである。
倉敷 侑也（くらしき ゆうや）
館林繭が憧れる人気シンガー。後に声帯結節となり、活動休止して海外で過ごす。
夏目 櫂吾（なつめ とうご）
「DESSERT」のギタリスト。偶然聴いた繭の歌声により彼女を「DESSERT」のボーカリストとして同バンドに加入させた。
瀬方 渓（せがた けい）
「DESSERT」のドラマー。柏原壱とは小さい頃からの付き合い。彼が主人公の番外編ではギタリストを目指していた。
柏原 壱（かしわばら いち）
「DESSERT」のベーシスト。他のメンバーよりも一つ下。一卵性双生児の兄であり、弟がいる。
楢崎 音（ならさき オン）
始めは繭の英語教師だったが、後に「DESSERT」のキーボードとして活動する。実は謎に包まれていた「GLOR」であり、繭を「DESSERT」から引き抜いて「GLOR」のメンバーとして活動させ、「DESSERT」を活動休止にさせた張本人。

## 書誌情報
- 牧村久実『天使の唄』講談社〈講談社コミックス デザート〉全9巻
  1. 1997年9月10日発売[1]、ISBN 978-4-06-341009-9
  2. 1998年2月10日発売[2]、ISBN 978-4-06-341016-7
  3. 1998年10月9日発売[3]、ISBN 978-4-06-341035-8
  4. 1999年3月9日発売[4]、ISBN 978-4-06-341045-7
  5. 1999年9月10日発売[5]、ISBN 978-4-06-341062-4
  6. 2000年2月8日発売[6]、ISBN 978-4-06-341075-4
  7. 2000年8月5日発売[7]、ISBN 978-4-06-341096-9
  8. 2001年8月6日発売[8]、ISBN 978-4-06-341135-5
  9. 2001年12月13日発売[9]、ISBN 978-4-06-341148-5